# Oksana Liápina
Oksana Liápina (Armavir, República Socialista Federativa Soviética de Rusia, 28 de abril de 1980) es una gimnasta artística rusa, subcampeona olímpica en 1996 en el concurso por equipos.

## 1996
En los JJ. OO. de Atlanta (Estados Unidos) gana la plata por equipos, tras Estados Unidos y por delante de Rumania, y siendo sus compañeras de equipo: Yevgeniya Kuznetsova, Rozalia Galiyeva, Elena Dolgopolova, Svetlana Khorkina, Dina Kochetkova y Elena Grosheva.